# Meridià 75 a l'oest
El meridià 75 a l'oest de Greenwich és una línia de longitud que s'estén des del pol Nord travessant l'oceà Àrtic, Groenlàndia, Amèrica, l'oceà Atlàntic, l'oceà Antàrtic, i l'Antàrtida fins al pol Sud.
El meridià 75 a l'oest forma un cercle màxim amb el meridià 105 a l'est. Com tots els altres meridians, la seva longitud correspon a una semicircumferència terrestre, uns 20.003,932 km. Al nivell de l'Equador, és a una distància del meridià de Greenwich de 8.349 km.
El temps solar mitjà d'aquest meridià és la base de la Zona horària oriental (UTC-5) durant l'hora estàndard.
Les estacions pertanyents al National Weather Service dels Estats Units comencen a enviar informes meteorològics quan el temps solar mitjà d'aquest meridià és de 8:00 a.m. La col·lecció d'informes finalitza de 30 a 40 minuts més tard i les dades s'utilitzen per crear la previsió meteorològica del dia.

## De Pol a Pol
Començant en el pol Nord i dirigint-se cap al pol Sud, aquest meridià travessa:
| Coordenades                             | País, territori o mar | Notes |
| --------------------------------------- | --------------------- | --- |
| 90° 0′ N, 75° 0′ O / 90.000°N,75.000°O  | Oceà Àrtic            | |
| 83° 3′ N, 75° 0′ O / 83.050°N,75.000°O  | Canadà                | Nunavut — Ellesmere |
| 78° 32′ N, 75° 0′ O / 78.533°N,75.000°O | Badia de Baffin       | |
| 72° 18′ N, 75° 0′ O / 72.300°N,75.000°O | Canadà                | Nunavut – illa de Baffin i illa Foley |
| 68° 22′ N, 75° 0′ O / 68.367°N,75.000°O | Conca de Foxe         | Passa a l'est de l'illa del Príncep Carles, Nunavut, Canadà (at 68° 8′ N, 75° 0′ O / 68.133°N,75.000°O) |
| 65° 22′ N, 75° 0′ O / 65.367°N,75.000°O | Canadà                | Nunavut — Península de Foxe, Illa de Baffin |
| 64° 25′ N, 75° 0′ O / 64.417°N,75.000°O | Estret de Hudson      | |
| 62° 16′ N, 75° 0′ O / 62.267°N,75.000°O | Canadà                | Quebec Ontario — des de 45° 36′ N, 75° 0′ O / 45.600°N,75.000°O |
| 44° 59′ N, 75° 0′ O / 44.983°N,75.000°O | Estats Units          | Nova York Pennsilvània — des de 41° 31′ N, 75° 0′ O / 41.517°N,75.000°O Nova Jersey — des de 41° 4′ N, 75° 0′ O / 41.067°N,75.000°O Pennsilvània — des de 40° 25′ N, 75° 0′ O / 40.417°N,75.000°O (passa a través de l'Aeroport Northeast Philadelphia) Nova Jersey — des de 40° 2′ N, 75° 0′ O / 40.033°N,75.000°O |
| 39° 11′ N, 75° 0′ O / 39.183°N,75.000°O | Badia de Delaware     | |
| 38° 50′ N, 75° 0′ O / 38.833°N,75.000°O | Oceà Atlàntic         | Passa a l'est de la península Delmarva, Estats Units (a 38° 26′ N, 75° 3′ O / 38.433°N,75.050°O) · Passa a l'est de l'illa Conception, Bahames (a 23° 50′ N, 75° 6′ O / 23.833°N,75.100°O) · Passa a l'oest de Rum Cay, Bahames (a 23° 40′ N, 74° 57′ O / 23.667°N,74.950°O) |
| 23° 7′ N, 75° 0′ O / 23.117°N,75.000°O  | Bahames               | Illa Llarga |
| 23° 5′ N, 75° 0′ O / 23.083°N,75.000°O  | Oceà Atlàntic         | |
| 20° 42′ N, 75° 0′ O / 20.700°N,75.000°O | Cuba                  | |
| 19° 55′ N, 75° 0′ O / 19.917°N,75.000°O | Mar Carib             | Passa a l'est de l'illa Navassa, Illes d'Ultramar Menors dels Estats Units (a 18° 24′ N, 75° 0′ O / 18.400°N,75.000°O) |
| 10° 59′ N, 75° 0′ O / 10.983°N,75.000°O | Colòmbia              | |
| 0° 7′ S, 75° 0′ O / 0.117°S,75.000°O    | Perú                  | Departament de Loreto Regió d'Ucayali — des de 7° 59′ S, 75° 0′ O / 7.983°S,75.000°O Regió de Huánuco — des de 8° 48′ S, 75° 0′ O / 8.800°S,75.000°O Regió de Pasco — des de 9° 47′ S, 75° 0′ O / 9.783°S,75.000°O Regió de Junín — des de 10° 45′ S, 75° 0′ O / 10.750°S,75.000°O Regió de Huancavelica — des de 11° 57′ S, 75° 0′ O / 11.950°S,75.000°O Regió d'Ayacucho — des de 14° 7′ S, 75° 0′ O / 14.117°S,75.000°O Regió d'Ica — des de 14° 38′ S, 75° 0′ O / 14.633°S,75.000°O Regió d'Arequipa — des de 15° 27′ S, 75° 0′ O / 15.450°S,75.000°O |
| 15° 28′ S, 75° 0′ O / 15.467°S,75.000°O | Oceà Pacífic          | Passa a l'oest de l'illa Guafo, Xile (a 43° 34′ S, 74° 49′ O / 43.567°S,74.817°O) · Passa a l'est de l'illa Guamblín, Xile (a 44° 51′ S, 75° 1′ O / 44.850°S,75.017°O) |
| 45° 52′ S, 75° 0′ O / 45.867°S,75.000°O | Xile                  | |
| 46° 45′ S, 75° 0′ O / 46.750°S,75.000°O | Oceà Pacífic          | Golf de Penas |
| 47° 42′ S, 75° 0′ O / 47.700°S,75.000°O | Xile                  | Nombroses illes als arxipèlags de la Patagònia, incloses illa Wager, illa Prat, illa Serrano, illa Knorr, illa Wellington, illa Angamos, illa Madre de Dios, illa Anafur, illa Doñas, illa Valenzuela, illa Dagigno, illa Agustín, illa Diego de Almagro, illa Jorge Montt, illa Ramírez i illa Contreras |
| 52° 7′ S, 75° 0′ O / 52.117°S,75.000°O  | Oceà Pacífic          | |
| 60° 0′ S, 75° 0′ O / 60.000°S,75.000°O  | Oceà Antàrtic         | |
| 69° 31′ S, 75° 0′ O / 69.517°S,75.000°O | Antàrtida             | Territori reclamat per Territori Antàrtic Xilè, Xile i Territori Antàrtic Britànic, Regne Unit |